# 謝文幹
謝文幹（越南语：／，1853年—？年），越南阮朝官員。

## 生平
謝文幹是河內省懷德府丹鳳縣丹鳳上總秋桂社（今屬河內市丹鳳縣雙鳳社秋桂村）人，嗣德六年（1853年）出生。成泰三年（1891年），謝文幹參加河南場鄉試，考中舉人。次年（1892年），會試中格，庭試考中進士。後任南定督學。